# Vikingatida krigshandlingar
Följande händelser är exempel på Vikingatida krigshandlingar som är kända genom skriftligt källmaterial av olika kvalitetsgrad. 
- 786-793 Attacken vid Dorchester, England: Den äldsta kända attacken av nordbor skedde nära Dorchester vid Englands sydkust någon gång i perioden 786-793 då tre krigsskepp attackerade en hamn.
- 793 (8 juni) Attacken mot klostret Lindisfarne, Englands ostkust.
- 845 Attacken mot Hamburg: En stor vikingaflotta angrep Hamburg. Vikingarna brände staden, kyrkan och det förnämligt inredda klostret.
- 845 Attacken mot Paris: Paris erövrades av vikingar. Dessa ”intog staden Paris som de fann tom och utan invånare”.
- 857 Attacken mot Paris: Paris erövrades för andra gången av vikingar.
- 885-886 Attacken mot Paris: Paris belägrades under ett år av vikingar.
- 907 Helge (Oleg), efterträdare till Rurik (Rörik) av Gårdarike inleder ett angrepp på Konstantinopel och tilltvingar sig ett handelsavtal med bysantinerna.
- 944 Ingvar Röriksson (Igor I) belägrar Konstantinopel för andra gången.
- 980-986 Slaget vid Fyrisvallarna: Danskarna lider nederlag nära Gamla Uppsala mot svearna och deras kung Erik Segersäll.
- 1000 Slaget vid Svolder (9 september): Den norske kungen Olav Tryggvason stupade i det berömda slaget vid Svolder där norrmännen mötte den danska flottan under Sven Tveskägg samt den svenska under Olof Skötkonung.
- 1026 Slaget vid Helgeå: Den danske kungen Knut den stores flotta mötte den allierade norsk-svenska flottan under kungarna Olav den helige och Anund Jakob.
- 1030 Slaget vid Stiklestad (29 juli): Den norske kungen Olav den helige stupade då han med hjälp av svenska trupper försökte återta Norges krona.
- 1036 Ingvarståget: Ingvar den vittfarne från Sveariket inleder sitt vikingatåg i österled som slutar i fullständig katastrof med Ingvars död 1041.
- 1066 Slaget vid Stamford Bridge (25 september): Den norske kungen Harald Hårdråde stupade då han utkämpade ett slag mot kungen Harald Godwinson.